# Рамон Муттіс
Рамон Альфредо Муттіс (ісп. Ramón Alfredo Muttis, нар. 31 серпня 1899, Буенос-Айрес, Аргентина — 5 травня 1992, там же) — аргентинський футболіст, що грав на позиції захисника, зокрема, за клуб «Бока Хуніорс», а також національну збірну Аргентини.

## Клубна кар'єра
У дорослому футболі дебютував 1918 року виступами за команду клубу «Вондерерс», в якій провів один сезон. 
Протягом 1920—1922 років захищав кольори команди клубу «Атланта».
Своєю грою за останню команду привернув увагу представників тренерського штабу клубу «Бока Хуніорс», до складу якого приєднався 1923 року. Відіграв за команду з Буенос-Айреса наступні дев'ять сезонів своєї ігрової кар'єри. Більшість часу, проведеного у складі «Бока Хуніорс», був основним гравцем захисту команди.
Протягом 1936 року захищав кольори команди клубу «Архентінос Хуніорс».
Завершив професійну ігрову кар'єру у клубі «Альмагро», за команду якого виступав протягом 1937 року.
Помер 5 травня 1992 року на 93-му році життя у місті Буенос-Айрес.

## Виступи за збірну
1923 року дебютував в офіційних матчах у складі національної збірної Аргентини. Протягом кар'єри у національній команді, яка тривала 8 років, провів у її формі 11 матчів.
У складі збірної був учасником чемпіонату світу 1930 року в Уругваї, де разом з командою здобув «срібло».

## Титули і досягнення

### Збірна
Аргентина
- Віце-чемпіон світу: 1930
- Чемпіон Південної Америки: 1925
- Срібний призер Чемпіонату Південної Америки: 1926

### Клуб
«Бока Хуніорс»
- Чемпіон Аргентини (5): 1923, 1924, 1926, 1930, 1931